# Rodzice. Claudia wydanie specjalne
Rodzice. Claudia wydanie specjalne, nazwa wariantowa Claudia. Wydanie Specjalne. Rodzice, w latach 2008-2011 pod nazwą Rodzice Małego Dziecka. Claudia wydanie specjalne – polskie czasopismo dla rodziców ukazujące się w latach 1999-2012, w latach 1999-2011 miesięcznik, 2011-2012 kwartalnik. Redaktor naczelna m.in. Beata Czuma, Małgorzata Borzymińska, Magda Kozińska, Justyna Szawdyn.